# NPO 3
NPO 3 (bis 19. August 2014 Nederland 3) ist ein niederländischer Fernsehsender. Es ist das dritte nationale Fernsehprogramm des Nederlandse Publieke Omroeps. Der Sender richtet sich vor allem an Kinder, Jugendliche und junge Erwachsene.
NPO 3 teilt sich von 6:00 Uhr bis 19:30 Uhr die Sendezeit mit den Marken Z@ppelin (vormals Z@ppelin) und Zapp (vormals Z@pp), welches sich mit seinem Sendungen an Kleinkinder und ältere Kinder (ab 6 Jahren) richtet.
Der reguläre Sendebetrieb von NPO 3 wurde am 4. April 1988 aufgenommen, nachdem bereits seit Herbst 1987 ein Testbild ausgestrahlt wurde, um die Fernsehgeräte einzustellen. Am 1. Januar 1988 um 0:00 Uhr wünschte Maartje van Weegen in einer ersten Testsendung ein frohes neues Jahr. Weitere Testübertragungen folgten am 13. Februar 1988 um 19:12 Uhr. Diese wurden inoffiziell als Zusatzkanal der Live-Berichterstattungen von den Olympischen Winterspielen in Calgary genutzt, waren allerdings nur in einem Teil der Niederlande zu empfangen. Mittels entsprechender Antennen war auch ein Empfang im nahen deutschen Grenzgebiet möglich (z. B. in Kleve am Niederrhein). Man sendete analog über Antenne ausschließlich im UHF-Bereich, damit war die Reichweite geringer als bei NPO 1. Seit der Umschaltung auf das digitale Antennen-Fernsehen DVB-T hat sich jedoch die Reichweite verändert. Über Satellit DVB-S sendet man verschlüsselt. Seit dem 4. September 2006 hat der Sender sein derzeitiges Profil.
Zu den Sendungen des Senders gehören beziehungsweise gehörten u. a. die Sesamstraße und Top of the Pops.

## Logos

Logo von 1988 bis 1994
Logo von 1994 bis 1999
Logo von 2003 bis 2006
Logo von 2006 bis 2013
Logo von 2013 bis 2014
Logo von 2014 bis 2018
Logo seit 2018